# Anomochilidae
Anomochilidae é uma família de répteis escamados da subordem Serpentes.
O grupo contém apenas um género, Anomochilus, que ocorre no Sudeste Asiático.

## Espécies
- Anomochilus leonardi
- Anomochilus weberi